# استان کامانا
استان کامانا (به اسپانیایی: Provincia de Camaná) یک استان در پرو است که در منطقه ارکیپا واقع شده‌است. استان کامانا ۳٬۹۹۸٫۲۸ کیلومتر مربع مساحت و ۵۹٬۳۷۰ نفر جمعیت دارد.
۸۴٫۰۲٪ مردم این استان به زبان اسپانیایی، ۱۳٫۳۰٪ به زبان‌های کچوا و ۲٫۵۷٪ به زبان آیمارا صحبت می‌کنند.